# Amir Talai
Amir Talai (n. 24 iunie 1977) este un actor și comediant american.

## Filmografie
| An   | Titlu                                     | Rol           | Note               |
| ---- | ----------------------------------------- | ------------- | ------------------ |
| 2003 | Legally Blonde 2: Red, White & Blonde     | Asociat       |                    |
| 2004 | November                                  | George        |                    |
| 2004 | Homeland Security                         | Babir Alkazar | Film TV necreditat |
| 2006 | More, Patience                            | Hypochondriac | Film TV            |
| 2006 | The Pursuit of Happyness                  | Clerk         |                    |
| 2007 | Fighting Words                            | Ralphie       |                    |
| 2008 | The Onion Movie                           | Ahman         |                    |
| 2008 | Harold & Kumar Escape from Guantanamo Bay | Raza          |                    |
| 2010 | Fractalus                                 | Lee           |                    |
| 2011 | Best Player                               | Wendell       | Film TV            |
| 2012 | What to Expect When You're Expecting      | Patel         |                    |

## Televiziune
| An           | Titlu                                       | Rol                                                         | Note                       |
| ------------ | ------------------------------------------- | ----------------------------------------------------------- | -------------------------- |
| 2001         | Nash Bridges                                | Khalid Dib                                                  | 1 episod                   |
| 2002         | Plugged In                                  | Customer                                                    | Scurt                      |
| 2002         | Hum                                         | Simon Gould                                                 | Scurt                      |
| 2002         | MADtv                                       | Indian                                                      | 1 episod                   |
| 2003         | 10-8: Officers on Duty                      | Gang Member                                                 | 1 episod                   |
| 2003–2004    | The Tonight Show with Jay Leno              | Various Characters                                          |                            |
| 2004         | The Florist                                 | Masood                                                      | Scurt                      |
| 2004         | Jimmy Kimmel Live!                          | Iraqi Simon Cowell                                          | 1 episod                   |
| 2004         | Adventures in Homeschooling                 | Baliotis                                                    | Scurt                      |
| 2004         | NCIS                                        | Simi                                                        | 1 episod                   |
| 2004         | Nip/Tuck                                    | Dr. Hamir Gindi                                             | 1 episod                   |
| 2004         | Jihad                                       | Mohammad                                                    | Scurt                      |
| 2004         | One Night Stand Up                          | Mahesh Suresh                                               | Scurt                      |
| 2005         | Gilmore Girls                               | Patel Chandrasekhar                                         | 2 episoade                 |
| 2005         | The Comeback                                | Greg Narayan                                                | 2 episoade                 |
| 2005         | Curb Your Enthusiasm                        | Waiter                                                      | 1 episod                   |
| 2005         | Cold Case                                   | Malvinder Khatani - 1999, 2005                              | 1 episod                   |
| 2005         | Love, Inc.                                  | Patrick                                                     | 2 episoade                 |
| 2005         | Family Guy                                  | Hindu Man / Wedding Priest                                  | Voce 1 episod              |
| 2006         | The Minor Accomplishments of Jackie Woodman | Kai                                                         | 1 episod                   |
| 2006         | Studio 60 on the Sunset Strip               | Fred                                                        | 2 episod                   |
| 2006         | Hannah Montana                              | Sanjay                                                      | 1 episod                   |
| 2006–2007    | Campus Ladies                               | Abdul                                                       | 20 episoade                |
| 2007         | The Winner                                  | Richard                                                     | 5 episoade                 |
| 2008         | Hollywood Residential                       | IRS Agent Tom Scully                                        | Voce 1 episod Uncredited   |
| 2009         | How I Met Your Mother                       | Richard Greenleaf                                           | 1 episod                   |
| 2009         | Wizards of Waverly Place                    | Alien                                                       | 1 episod                   |
| 2010         | Zeke and Luther                             | Dex Bratner                                                 | 1 episod                   |
| 2010         | Svetlana                                    | Farhad Golastani                                            | 1 episod                   |
| 2008–2010    | American Dad!                               | Achmed / Crowd Member / John Leguizamo / Various Characters | Voce                       |
| 2010         | Modern Family                               | Dale                                                        | "Halloween"                |
| 2011         | The Paul Reiser Show                        | Amir                                                        | 1 episod                   |
| 2011         | Love Bites                                  | Aram                                                        | 1 episod                   |
| 2008–2011    | The Ex List                                 | Cyrus                                                       | 13 episoade                |
| 2011–prezent | Kung Fu Panda: Legends of Awesomeness       | Crane                                                       | Voce Replacing David Cross |
| 2012         | Touch Sami                                  |                                                             | 1 episod                   |
| 2012         | Castle                                      | Sam Spear                                                   | 1 episod                   |

## Jocuri video
| An   | Titlu                              | Rol                   | Note                       |
| ---- | ---------------------------------- | --------------------- | -------------------------- |
| 2001 | The Sims Hot Date                  | Sim                   | Voce                       |
| 2006 | Full Spectrum Warrior: Ten Hammers |                       | Voce                       |
| 2006 | Titan Quest                        |                       | Voce                       |
| 2006 | Company of Heroes                  |                       | Voce                       |
| 2006 | Splinter Cell: Double Agent        | Additional Characters | Voce                       |
| 2006 | The Sopranos: Road to Respect      | Additional Characters | Voce                       |
| 2007 | Titan Quest: Immortal Throne       |                       | Voce                       |
| 2011 | Kung Fu Panda 2                    | Crane                 | Voce Replacing Drew Massey |